# Euthycera mehadiensis
Euthycera mehadiensis är en tvåvingeart som först beskrevs av Oldenberg 1923.  Euthycera mehadiensis ingår i släktet Euthycera och familjen kärrflugor.
Artens utbredningsområde är Rumänien. Inga underarter finns listade i Catalogue of Life.